# فوريفر 21
فوريفر 21 (FOREVER 21) هي سلسلة محلات تجارية لبيع الأزياء بالتجزئة يقع مقرها في لوس أنجلوس، كاليفورنيا في الولايات المتحدة. بدأت العلامة كمتجر صغير بمساحة 900 قدم مربع (أي 84 متر مربع) بضواحي هايلاند بارك (لوس أنجلوس) تحت اسم متجر Fashion 21 عام 1984، وبعد مثابرة توسعت خطوط الشركة لتصبح مالكة لأكثر من 600 متجر وعدة فروع أخرى من ضمنها Forever 21 و Forever XXI و Love 21 و Heritage في عدة دول من الأمريكيتين وآسيا والشرق الأوسط والمملكة المتحدة.
ومن المعروف أن علامة فوريفر 21 هي علامة مختصة بالعروض العصرية والأسعار المنخفضة. حيت أن أكثر من ٪60 من ملابسها مصنوعة في الصين يبلغ متوسط حجم متاجرها 3,500 م مربع. وتبيع الشركة الملحقات ومنتجات التجميل والسلع المنزلية والملابس للنساء والرجال والفتيات لجميع الأعمار، بدءا من الأطفال حتى الكبار.
واجهت الشركة العديد من الخلافات، بدءا من قضايا استغلال العمال مرورا باتهامات بانتهاك حقوق الطبع والنشر انتهاء بالدين.

## البدايات

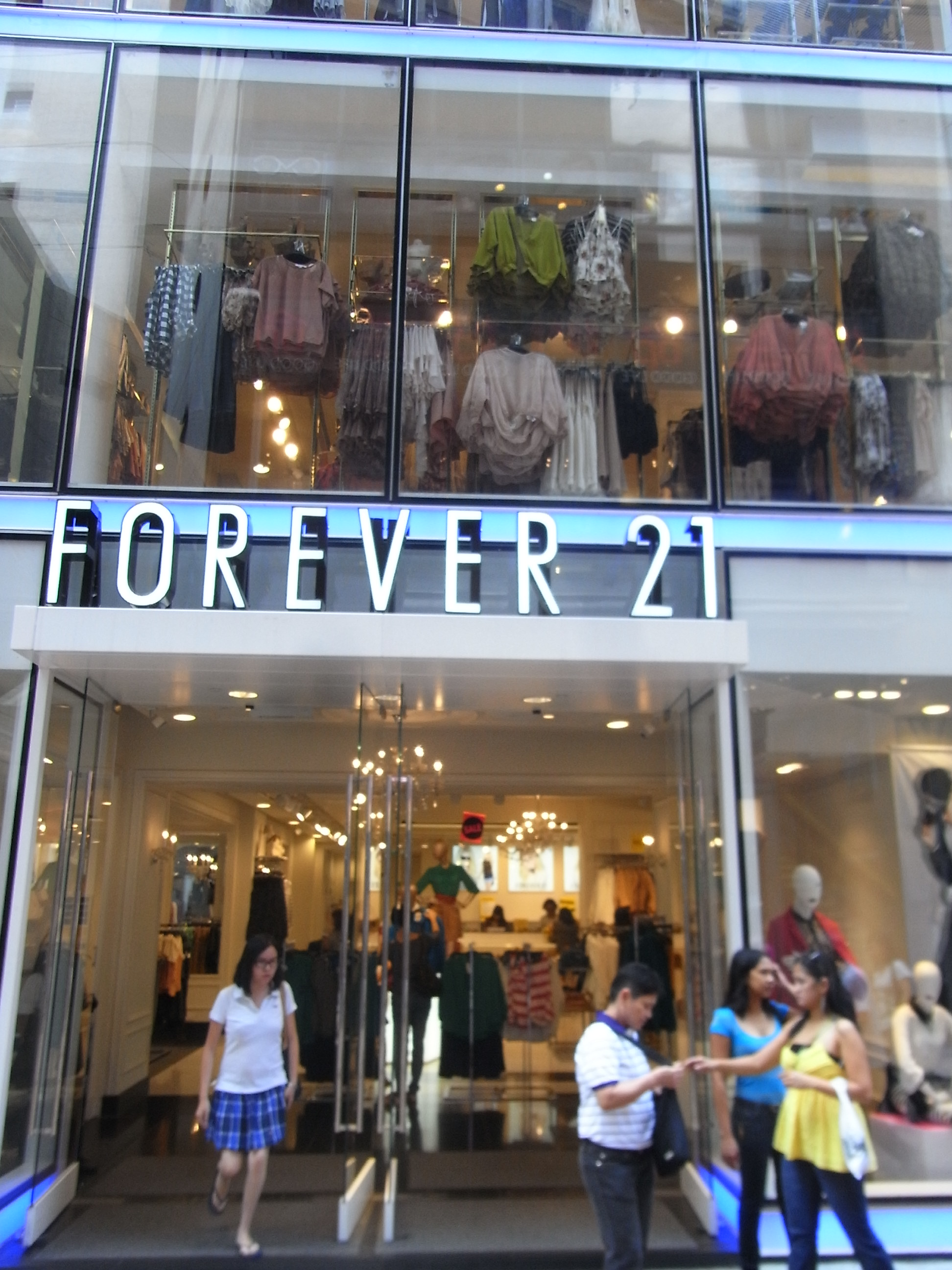
متجر فوريفر 21 في هونغ كونغ

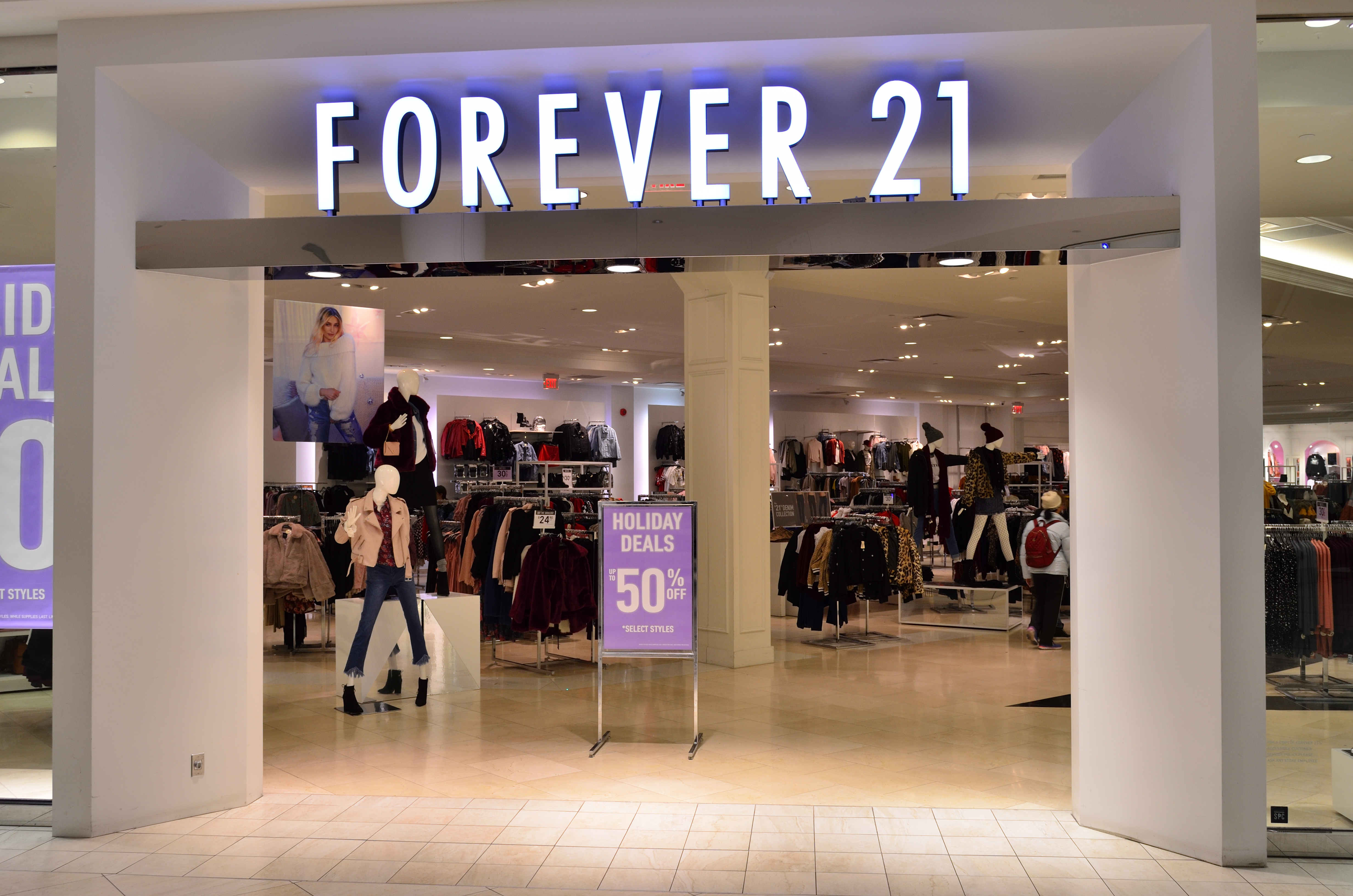
متجر فوريفر 21 في CF Markville

افتتحت العلامة تحت اسم فاشن 21 في 21 أبريل 1984، من قبل الزوجين الكوريين دو وون تشانغ وجين سوك تشانغ حيث كان أول متجر لهما تحت اسم فاشن 21 في لوس أنجلوس، كاليفورنيا. ويقع المتجر في 5637 N. Figueroa Street في منطقة هايلاند بارك (لوس أنجلوس) حيث لا يزال قيد التشغيل، رغم أنه يحمل اسم السلسلة الأصلي.
بدأت العلامة ببيع تصاميم مشابهة للتصاميم الجنوب كوريا مستهدفة المجتمع الأمريكي الكوري في لوس أنجلوس. وفي عامها الأول، بلغت مبيعات الشركة 700,000 دولار. وبحلول عام 2013، كان هناك أكثر من 480 متجر وعائدات تبلغ 3.7 مليار دولار. واعتبارًا من فبراير 2014، حققت شركة فوريفر 21 إيرادات بلغت 3.8 مليار دولار.
في الأصل، قامت الشركة ببيع الملابس للنساء فقط، لكنها توسعت فيما بعد لبيع الملابس الرجالية. حيث معظم متاجر فوريفر 21 الآن تبيع الملابس للرجال والنساء والأطفال، بما في ذلك بيع الملابس ذات الحجم الزائد للنساء وملابس الفتيات ومنتجات المنزل على موقعهم على الإنترنت.

## دعاوى قضائية وانتقادات

### دعاوى انتهاك قانون العمل
- في أيلول / سبتمبر 2001، رفع المركز العدلي الأمريكي الآسيوي للمحيط الهادئ ومركز نقابة عمال الملابس، دعوى قضائية ضد الشركة متهما إياها بانتهاك قوانين ممارسة العمل.[10] مصرحين أن 19 موظفًا متعاقدًا تلقوا أقل من الحد الأدنى للأجور، وأن ساعات العمل قد خُفضت وأن العمال الذين اشتكوا قد طردوا، وأن الموظفين واجهوا ظروف عمل صعبة.[10] لكن الشركة نددت بالاتهامات الموجهة إليها، مؤكدة التزامها بممارسات العمل العادلة، مصرحين كذلك «"لم يتم توظيف أي من العمال الذين تم تسميتهم في الدعوى بصفة مباشرة من قبل الشركة"».[10] وبسبب الدعوى تمت مقاطعة منتجات شركة فوريفر 21 من قبل عمال الملابس لمدة ثلاث سنوات في جميع أنحاء الولايات المتحدة. وقد تم إدراج الحركة في الفيلم الوثائقي الحائز على جائزة إيمي، صنع في لوس أنجلوس[11][12] على الرغم من رفض قاضي المحكمة الجنائية مانويل ريال التهمة، إلا أن الشركة ردت بدعوى تشهير عام 2002.[13] أكد المحامي روبين دال دالو سوغليو أن سمعة فوريفر 21 ومبيعاتها تأثرت بالادعاءات والاحتجاجات.[13] من ناحية أخرى، أكد كيمي لي، مدير إحدى جماعات الدفاع التي مثلت العمال، أن الدعاوى القضائية كانت مبررة بسبب شكاوى من 20 عاملاً.[13] وانتهت كلتا الحالتين بالتسوية في ديسمبر 2004.[14]
- رفع خمسة موظفين للشركة دعوى قضائية جماعية ضدها في كانون الثاني / يناير 2012، معلنين أنهم لم يحصلوا على تعويض عن الوقت الذي عملوا فيه خلال فترات استراحة الغذاء.[15]
- بعد أن وجدت وزارة العمل أن بعض موردي الشركة انتهكوا مختلف القوانين الفيدرالية المتعلقة بالأجور وحفظ السجلات، صدر أمر استدعاء في أغسطس 2012.[16] أمرت من خلاله قاضية المحكمة الجنائية الأمريكية مارجريت مورو بامتثال الشركة قانونيا بعد أن أخفقوا في تقديم المستندات.[17] وقد ادعى بائع التجزئة أنه حاول الاجتماع مع وزير العمل وأنه قدم المستندات المطلوبة.[16]
- اعتبارًا من يوليو 2014، أوصت إدارة السلامة والصحة المهنية بوزارة العمل الأمريكية (OHHA) بفرض غرامات تزيد عن 100000 دولار أمريكي لثلاثة مخازن مختلفة للبيع بالتجزئة في شمال نيوجيرسي ومانهاتن في مدينة نيويورك بسبب «مخاطر أمنية خطيرة»، تم الإبلاغ عنها منذ عام 2010.[18]

### انتقادات
- انتقدت وسائل الإعلام العلامة التجارية فوريفر 21 بسبب الشعارات المطبوعة على بعض من قمصانهم. حيث أصرت صحف مثل ديلي ميل وهافينغتون بوست وآخرون على أن الشركة كانت «... تدفع بأجندة مسيحية» لأنها طبعت عبارات دينية على ملابسها مثل «المقدس»، «الحب»، «السلام»، «الإيمان»، «الأمل»، «يسوع» و«الحمد لله»[19] وبالمثل، تلقت العلامة اهتمامًا من وسائل الإعلام لطباعة آية الكتاب المقدس «يوحنا 16:3».[20] رغم أن الشركة تدعي أنها لا تتأثر بدين مؤسسيها المسيحيين.[12] علاوة على ذلك، أدانت قناة إيه بي سي نيوز والعديد من مستخدمي ريديت وآخرون العلامة لطباعتها لقميص كتبت عليه عبارة "Allergic to Algebra" عام 2011.[21] معلنين أن القميص مناهضًا للتعليم ومحرض على الجنس، لكن الكاتب إيلي كروبنيك من صحيفة في هافينغتون بوست، شكك في ذلك.[22] معبّرا أن دلالته انتقاد للرياضيات فقط وليس وتحريض على الجنس، معلنا أنه سيرتدي القميص.
- في أبريل 2010، أنشأت الكاتبة وزبونة العلامة Rachel Kane مدونة تحت اسم WTForever21.com.[23] نشرت خلالها راشيل صورا لبعض منتجات الشركة وأعربت عن آرائها الخاصة حولها.[23] وارتفعت شعبية المدونة بعد أن ظهرت على موقع جيزابل. لكن في يونيو 2011، طلبت العلامة من المدونة التنازل عن الموقع وإلا قد تواجه عدة دعاوى قضائية.[23]
- اكتشف مركز الصحة والبيئة أن علامة فوريفر 21 و 25 من متاجر التجزئة والموردين الآخرين يبيعون مجوهرات تحتوي مركب الكادميوم المعدني السام.[24] ما جعل الشركة في عام 2011 تدفع مبلغ 1.03 مليون دولار وتتعهد بنسبة استعمال في حدود ٪0.03 من الكادميوم في مجوهراتها كجزء من التسوية التي وقعتها.[24]
- في سبتمبر 2012، رفعت المحامية كارولين كيلمان دعوى قضائية جماعية ضد العلامة التجارية فوريفر 21 بعد أن حصلت على قرش واحد أقل خلال إعادتها لعدة منتجات.[25] وقد انضم العملاء الذين تلقوا فلسا واحدا أقل أو تم تحميلهم أكثر للقضية.[25] ووفقًا لصحيفة "هافينغتون بوست" "الحد الأدنى للإجراءات المدنية في هذه الدعوى هو 15000 دولار - هذا يعني أنها اضطرت إلى العثور على عدد كافٍ من الأشخاص للانضمام إلى القضية حتى تتمكن من طلب 1.5 مليون دولار كتعويض" (أي انضمام 750,000 عميل منذ 2007".)[25]

## المخازن
جميع المتاجر مملوكة للشركة، باستثناء متاجر الشرق الأوسط والفلبين حيث تعمل الشركة كمشروع مشترك بنسبة ٪50 مع شريك محلي حسب قانون البلد.[بحاجة لمصدر]
| أفريقيا: - جنوب إفريقيا: 3 | الأمريكيتان: - الولايات المتحدة: 506 - كندا: 46 - البرازيل: 31 - المكسيك: 26 - كولومبيا: 8 - تشيلي: 6 - بورتوريكو: 5 - كوستاريكا: 4 - غواتيمالا: 3 - جمهورية الدومينيكان: 2 - الإكوادور: 2 - هندوراس: 2 - بنما: 2 - بيرو: 2 - السلفادور: 1 - باراغواي: 1 - الأوروغواي: 1 - بوليفيا: 1 | اسيا: - اليابان: 20 - الصين: 16 - الفلبين: 13 - الهند: 21 - إسرائيل: 8 - الإمارات العربية المتحدة: 8 - ماليزيا: 5 - إندونيسيا: 4 - السعودية: 4 - تايلاند: 4 - كوريا الجنوبية: 3 - سنغافورة: 1 - البحرين: 2 - هونغ كونغ: 2 - الأردن: 2 - تايوان: 2 - الكويت: 1 - لبنان: 1 - ماكاو: 2 - عمان: 1 - قطر: 2 | أوروبا: - بولندا: 8 - ألمانيا: 7 - فرنسا: 4 - المملكة المتحدة: 3 - النمسا: 2 - بلغاريا: 2 - جمهورية التشيك: 2 - هولندا: 2 - روسيا: 2 - إسبانيا: 2 - بلجيكا: 1 - قبرص: 1 - اليونان: 1 - البرتغال: 1 - رومانيا: 1 - سلوفاكيا: 1 | أوقيانوسيا: - أستراليا: 4 - غوام: 1 |

## وصلات خارجية
- الموقع الرسمي